# Hội Điều dưỡng Việt Nam
Hội Điều dưỡng Việt Nam là tổ chức xã hội nghề nghiệp phi chính phủ phi lợi nhuận của những người và tổ chức làm việc trong lĩnh vực y học điều dưỡng tại Việt Nam. 
Hội có tên giao dịch tiếng Anh là Vietnam Nurses Association, viết tắt là VNA.
Hội Điều dưỡng thành lập ngày 26/10/1990 . 
Điều lệ Hội hiện hành được Bộ Nội vụ phê duyệt tại Quyết định số 627/QĐ-BNV ngày 26 tháng 05 năm 2008 . 
Văn phòng Hội đặt tại số 138A đường Giảng Võ, phường Kim Mã, quận Ba Đình, thành phố Hà Nội .